# Marion County (Arkansas)
Das Marion County ist ein County im US-Bundesstaat Arkansas. Der Verwaltungssitz (County Seat) ist Yellville. Das County gehört zu den Dry Countys, was bedeutet, dass der Verkauf von Alkohol eingeschränkt oder verboten ist.

## Geographie
Das County liegt im äußersten Norden von Arkansas, grenzt im Norden an Missouri und hat eine Fläche von 1658 Quadratkilometern, wovon 110 Quadratkilometer Wasserfläche sind. Es grenzt an folgende Countys:
| Taney County (Missouri) | Ozark County (Missouri) |               |
| Boone County            |                         | Baxter County |
|                         | Searcy County           |               |

## Geschichte
Das Marion County wurde am 25. September 1836 aus Teilen des Izard County als Searcy County gebildet und 1836 zu Ehren von Francis Marion (1732–1795), einem General im Amerikanischen Unabhängigkeitskrieg, umbenannt.
Yellville, die Bezirkshauptstadt, wurde von weißen Siedlern von den Indianern übernommen und ist eine der ältesten Ansiedlungen in den USA. In der Vergangenheit war Yellville unter spanischer, französischer und amerikanischer Verwaltung. Danach gehörte sie zum Louisiana - Territorium, zum Missouri - Territorium und später zum Arkansas - Territorium.

## Kultur und Sehenswürdigkeiten

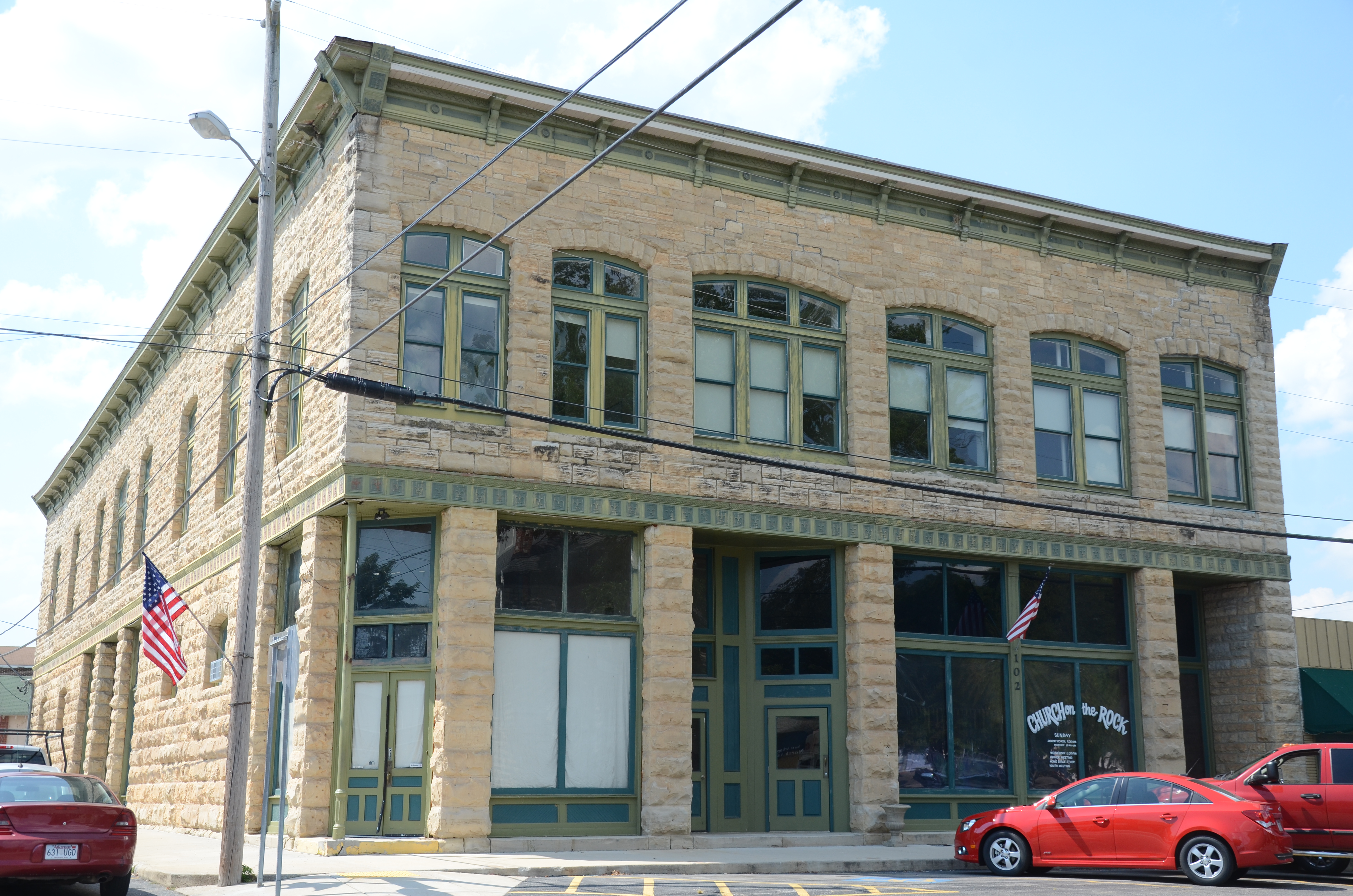
Layton Building (2015). Dieses 1906 errichtete Geschäftsgebäude wurde im April 1978 als erstes Objekt des County im NRHP eingetragen.

22 Bauwerke, Stätten und historische Bezirke (Historic Districts) des Countys sind im National Register of Historic Places („Nationales Verzeichnis historischer Orte“; NRHP) eingetragen (Stand 27. Mai 2022), darunter das Gerichts- und Verwaltungsgebäude des County, fünf Schulen und zwei Brücken.

## Demografische Daten
Nach der Volkszählung im Jahr 2010 lebten im Marion County 16.653 Menschen in 6750 Haushalten. Die Bevölkerungsdichte betrug 10,8 Einwohner pro Quadratkilometer.
Ethnisch betrachtet setzte sich die Bevölkerung zusammen aus 97,0 Prozent Weißen, 0,2 Prozent Afroamerikanern, 0,7 Prozent amerikanischen Ureinwohnern, 0,2 Prozent Asiaten sowie aus anderen ethnischen Gruppen; 1,6 Prozent stammten von zwei oder mehr Ethnien ab. Unabhängig von der ethnischen Zugehörigkeit waren 1,7 Prozent der Bevölkerung spanischer oder lateinamerikanischer Abstammung.
In den 6750 Haushalten lebten statistisch je 2,44 Personen.
18,1 Prozent der Bevölkerung waren unter 18 Jahre alt, 57,9 Prozent waren zwischen 18 und 64 und 24,0 Prozent waren 65 Jahre oder älter. 50,4 Prozent der Bevölkerung war weiblich.
Das jährliche Durchschnittseinkommen eines Haushalts lag bei 33.617 USD. Das Prokopfeinkommen betrug 19.032 USD. 20,4 Prozent der Einwohner lebten unterhalb der Armutsgrenze.

## Orte im Marion County
| Citys - Bull Shoals - Flippin - Summit - Yellville | Town - Pyatt |

Unincorporated Communitys
- Bruno
- Eros
- Oakland
- Peel

weitere Orte
- Caney
- Comal
- Cowan
- Dodd City
- Fairview
- Freck
- Georges Creek
- Hand Valley
- Lakeway
- Midway
- Monarch
- Old Buffalo
- Powell
- Ralph
- Rea Valley
- Rush
- Snow
- Turkey
- Verona

Townships
- Bearden Township
- Big Creek Township
- Big Springs Township
- Blythe Township
- Buffalo Township
- Cedar Creek Township
- Crockett Township
- Crooked Creek Township
- De Soto Township
- Dodd City Township
- Franklin Township
- Hampton Township
- Independence Township
- James Creek Township
- Jefferson Township
- Keesee Township
- Keeter Township
- Liberty Township
- North Fork Township
- North Joe Burleson Township
- Prairie Township
- South Joe Burleson Township
- Sugarloaf Township
- Summit Township
- Union Township
- Water Creek Township
- White River Township